# Temenica (kost)
Temenica (angleško os parietale) je parna štirioglata lobanjska kost, ki tvori zgornji in stranski del lobanjskega svoda. Na zunanji strani je gladka in konveksna, v sredini je izbočena v temenično grčo (tuber parietale), ki je bolj razvita pri ženskah in otrocih. Temenica ima štiri robove in štiri vogale. Zgornji rob se stika s temenico nasprotne strani prek sagitalnega šiva (sutura sagittalis). Spodji rob se stika z senčnico, sprednji spodnji vogal z zagozdnico, sprednji rob s čelnico prek sprednjega šiva (sutura coronalis) in zgornji rob z zatilnico prek zadajšnjega šiva (sutura lambdoidea).